# Мирково
Мѝрково е село в Западна България. То е административен център на община Мирково, Софийска област, включваща селата Бенковски, Брестака, Буново, Илинден, Каменица, Мирково, Плъзище, Преспа, Смолско, Хвърчил и Черковище.

## География
Село Мирково е разположено в полите на Стара планина, в западната Златишко-Пирдопска котловина, 63 км източно от София по т.нар. Подбалкански път. Освен с автомобил е достъпно с железопътен транспорт и редовна автобусна линия от София (Автогара „Сердика“) до Копривщица. На север от селото се издига старопланинският връх Баба. Мирково е изходен пункт за хижа „Чавдар“ и хижа „Мургана“.

## История
На територията на село Мирково съществуват следи от поселения от дълбока древност. В местността „Могила“, на 3,5 км южно от Мирково, са открити следи от неолитно селище. В местностите „Денината плоча“, „Ортова“, „Уста“, „Яламовото тепе“ и „Хрисковата плоча“ са намерени останки от тракийски селища. Местността „Арамудере“ в землището на селото крие гробница от римско време. Близо до селото, в местността „Таушаница“, е разположено раннохристиянско светилище. Край Мирково са открити и ценни паметници от Средновековието – църквата „Св. Георги“ от XII – XIII век, както и останки от крепост, охранявала прохода за Етрополе в местността „Градище“.
Най-ранните споменавания на село Мирково (или Миркува) се съдържат в османските регистри от 1430 и 1751 г.
През 1825 г. по време на българското Възраждане е открито килийно училище в селото. Жители на село Мирково участват в четите на Панайот Хитов, Христо Ботев и Георги Бенковски. Тридесет и осем мирковчани се включват в Руско-турската Освободителна война.
През 1878 г. Иван Радов Маслев открива в селото първата пивоварна фабрика в България; през 1883 г. фабриката е преместена в София на „Солни пазар“.
През 1884 г. е основано „Мирковско научно дружество ’Искра’“, а през 1908 - читалище „Просвета“. През 1909 г. те се сливат в читалище „Христо Ботев“.
През 1890 г. Тодор Влайков и Тодор Йончев основават в Мирково първата българска кооперация – Мирковско заемодавно, спестовно и земеделческо дружество „Орало“; през 1914 г. се създава кредитна кооперация „Пчела“ като приемник на „Орало“.

## Поверия
- Етимология

Стари поверия гласят, че името на селото идва от жител на селото на име Мирко, който е бил болярин. Друго предание гласи, че името идва от сключен мирен договор между турци и българи, за съвместно съжителство в селото (Мирково = Мир се кове).
- Лековито кладенче

Според стари предания водата от лековитото кладенче, намиращо се в близост до река Мирковчица, има свойството да лекува проблеми с очите при изплакване.

## Културни и исторически забележителности
- Църква „Св. Великомъченик Димитрий“, построена през 1834 г. от майсторите Минко и Дело; иконите са дело на Давид Георгиев, преселник от Дебърско,[3] Иванчо Неделков и Иван Стоянов Зографски от 1850-1860 г.; една от малкото църкви в България с позлатено кубе.
- Читалище „Христо Ботев“, функциониращо. В обновената му сграда се помещават библиотека и киносалон.
- Малък паметник с параклис към него в центъра на селото, в близост до площад Хармана, увековечава жертвите, дадени от мирковчани в Руско-турската Освободителна война.
- На площад Разкола е издигнат монумент в памет на жертвите, дадени от селото по време на антифашистката съпротива.
- Дом на миньора „Св. Иван Рилски“, построен с подкрепата на основния работодател в района „Елаците – Мед“ и открит през 2006 г. от президента на Република България Георги Първанов.

## Събития
В село Мирково има няколко ежегодни събора. Най-известният от тях е Кукерският събор, който се провежда всяка година на Сирни заговезни. Жителите на селото и общинската администрация активно участват в подготовката и провеждането на събора. По традиция мъжете от селото се преобличат в кожи, украсени с чанове. В нощта на Сирни заговезни из селото се палят огньове. Жителите на селото прескачат пламъците и въртят над главите си своеобразни факли, т.нар. оратници, за здраве и за да прогонят злите духове.

## Личности
- Поп Петър от село Мирково, останал в историята с летописния си разказ от XVII век за бедственото положение на българското население по време на Турско-австрийската война и за Чипровското въстание. Летописът на поп Петър е 72 години по-стар от „История славянобългарска“ на Паисий Хилендарски. Написан е на 72 листа и се пази в Народна библиотека „Св. св. Кирил и Методий“.
- Иван Стоянов Зографски (1835 – 1900), иконописец, живописец и революционер
- Поп Недельо Иванов Николов (1842 – 1909), учител и революционер
- От Мирково са трима от четниците в четата на Христо Ботев: Димитър Николов Коленцов (Митьо Коляка), Пенчо Стаменов Щърков (заточен и починал в Сен Жан д'Акр) и Черньо Неделчев Синигеров.
- Борис Богданов (1887 – 1916), български офицер (капитан)
- Асен Сираков (1895 – 1960), български офицер (генерал-майор)
- Димитър Попов, български революционер от ВМОРО, четник на Трифун Аджаларски[4]
- Добри Караджов (1925 – 2004), български офицер (генерал-лейтенант)
- Иван Гешев (1970 – ), главен прокурор
- Пламен Кръстев (1958 – ), български лекоатлет

## Религии
- Християнство

## Други
На Мирково е наречена улица в квартал „Христо Смирненски“ в София (Карта).